# Lego Belville
Belville var en produktlinje produceret af den danske legetøjskoncern LEGO, der hovedsageligt var rettet mod piger. Serien blev introduceret i 1994, og blev produceret frem til 2009 i forskellige inkarnationer. Sættene inkluderede fler-leddede dukker, der var langt større end de traditionelle minifigurer. Sættene inkluderede større dele, ofte i et pink eller lille farvetema, og indeholdt sæt med bl.a. feer, fantasy-elementer og hverdagsliv. Den direkte efterfølger blev Lego Friends i 2012, der var målrettet direkte mod piger.
Andre af Legos produktlinjer, der har været rettet mod piger har været Homemaker (1971-1982), Paradisa (1991–1997), Scala (1997–2001) og Friends (2012–nu).